# Porlezza
Porlezza est une commune italienne d'environ 4 950 habitants située dans la province de Côme, dans la région Lombardie, dans le Nord-Ouest de l'Italie.

## Administration
| Période                                  | Période  | Identité         | Étiquette | Qualité |
| ---------------------------------------- | -------- | ---------------- | --------- | ------- |
| 14 juin 2004                             | En cours | Sergio Erculiani |           |         |
| Les données manquantes sont à compléter. |          |                  |           |         |

### Hameaux
Agria, Begna, Cima, Tavordo

### Communes limitrophes
Bene Lario, Carlazzo, Claino con Osteno, Corrido, Lenno, Ossuccio, Ponna, Val Rezzo, Valsolda.